# Trøa
Trøa este o localitate din comuna Selbu, provincia Sør-Trøndelag, Norvegia.